# وروار أزرق الرأس
وروار أزرق الرأس (الاسم العلمي: Merops muelleri) هو نوع من الطيور يتبع جنس الوروار من فصيلة الوروارية.